# 251 км
251 км — посёлок в Промышленновском районе Кемеровской области. Входит в состав Тарабаринского сельского поселения.

## География
Посёлок находится на 517 км железнодорожной линии Новосибирск — Ленинск-Кузнецкий. Абсолютная высота населённого пункта составляет 176 м над уровнем моря.

## Население
| 2010 |
| ---- |
| 8    |

### Гендерный состав
По данным Всероссийской переписи населения 2010 года, в посёлке 251 км проживало 8 человек (3 мужчины, 5 женщин).